# Anisarthrus pelseneeri
Anisarthrus pelseneeri är en kräftdjursart som beskrevs av Giard 1907. Anisarthrus pelseneeri ingår i släktet Anisarthrus och familjen Bopyridae. Inga underarter finns listade i Catalogue of Life.